# Ониськово (Николаевская область)
Ониськово (укр. Ониськове) — село в Кривоозерском районе Николаевской области Украины.
Население по переписи 2001 года составляло 556 человек. Почтовый индекс — 55123. Телефонный код — 5133. Занимает площадь 2,104 км².

## Местный совет
55123, Николаевская обл., Кривоозерский р-н, с. Ониськово, пер. Школьный, 3